# Vuelta al Táchira 1988
La 23ª edición de la Vuelta al Táchira se disputó desde el 11 hasta el 19 de enero de 1988.
Perteneció al calendario de la Federación Venezolana de Ciclismo. El recorrido contó con 10 etapas, 62 ciclistas y 1.284 km, transitando por los estados Mérida y Táchira.
El ganador fue el ruso Viatcheslav Ekimov del equipo Selección de Unión Soviética, quien fue escoltado en el podio por Luis Barroso y Mario Medina.
Las clasificaciones secundarias fueron; Viatcheslav Ekimov ganó la clasificación por puntos, Leonardo Sierra la montaña, el sprints para Roberto Rodríguez, y la clasificación por equipos la ganó Selección de Unión Soviética.

## Equipos participantes
Participaron varios equipos conformados por entre 6 y 8 corredores, con equipos de Venezuela, Unión Soviética, Cuba y Colombia.
| - Harina Juana - Guárico - Lotería del Táchira A - Club Cadafe Uribante - Caparo - Loto Oriente - Policía Trujillo - Lotería del Táchira B - Nicrotaca - Mueble - Mucujepe | - Café de Colombia - Cafam - Selección de Cuba - Selección de Unión Soviética |

## Etapas
| Etapa   | Fecha       | Recorrido                             | Km  | Ganador            | Lider              |
| Prólogo | 10 de enero | Circuito en San Cristóbal             | 3   | Viatcheslav Ekimov | Viatcheslav Ekimov |
| 1ª A    | 11 de enero | San Cristóbal - Santa María de Caparo | 156 | Dimitri Zhdanov    | Dimitri Zhdanov    |
| 1ª B    | 11 de enero | CRE de La Pedrera a El Piñal          | 44  | Osmany Alvarez     | Dimitri Zhdanov    |
| 2ª      | 12 de enero | San Cristóbal - Siberia               | 156 | Martín Farfán      | Martín Farfán      |
| 3ª      | 13 de enero | Siberia - San Antonio                 | 160 | Serguei Jmelinin   | Martín Farfán      |
| 4ª      | 14 de enero | Lobatera - La Grita                   | 156 | Leonardo Sierra    | Martín Farfán      |
| 5ª      | 15 de enero | La Fría - Tovar                       | 139 | Alexander Krasnov  | Martín Farfán      |
| 6ª      | 16 de enero | Tovar - Colón                         | 152 | José Ruiz          | Martín Farfán      |
| 7ª      | 17 de enero | Circuito en San Cristóbal             | 115 | Viatcheslav Ekimov | Viatcheslav Ekimov |
| 8ª A    | 18 de enero | San Cristóbal - Táriba                | 90  | Osmany Álvarez     | Viatcheslav Ekimov |
| 8ª B    | 18 de enero | CRI en San Cristóbal                  | 15  | Viatcheslav Ekimov | Viatcheslav Ekimov |
| 9ª      | 19 de enero | Circuito en San Cristóbal             | 130 | Héctor Suesca      | Viatcheslav Ekimov |

## Clasificaciones

### Clasificación general
| Posición | Ciclista           | Equipo                                           | Tiempo     |
|          | Viatcheslav Ekimov | Selección de Unión Soviética                     | 31:25:08   |
| 2º       | Luis Barroso       | Club Cadafe                                      | + 00:01:17 |
| 3º       | Mario Medina       | Lotería del Táchira                              | + 00:01:21 |
| 4º       | Martín Farfán      | Café de Colombia                                 | + 00:01:32 |
| 5º       | Leonardo Sierra    | Loto Oriente - Policía - Gobernación de Trujillo | + 00:01:39 |
| 6º       | Néstor Infante     | Café de Colombia                                 | + 00:04:52 |
| 7º       | Carlos Alba        | Lotería del Táchira                              | + 00:05:12 |
| 8º       | Jorge Salazar      | Selección de Cuba                                | + 00:05:28 |
| 9º       | Gustavo Parra      | Harina Juana                                     | + 00:05:34 |
| 10º      | José Ruiz          | Lotería del Táchira                              | + 00:05:45 |

### Clasificación por puntos
| Posición | Ciclista           | Equipo                       | Puntos |
|          | Viatcheslav Ekimov | Selección de Unión Soviética | 72     |
| 2°       | Gustavo Parra      | Harina Juana                 | 55     |
| 3°       | José Ruiz          | Lotería del Táchira          | 50     |

### Clasificación de la montaña
| Posición | Ciclista        | Equipo                  | Puntos |
|          | Leonardo Sierra | Gobernación de Trujillo | 60     |
| 2°       | Bandera de ?    | Bandera de ?            |        |
| 3°       | Bandera de ?    | Bandera de ?            |        |

### Clasificación de los sprints
| Posición | Ciclista          | Equipo                       | Puntos |
|          | Roberto Rodríguez | Selección de Cuba            | 156    |
| 2°       | Victor Manakov    | Selección de Unión Soviética | 80     |
| 3°       | Omar Gómez        | Nicrotaca muebles Táchira    | 54     |

### Clasificación sub-23
| Posición           |  | Ciclista     |  | Equipo       | Tiempo |
| 1 Luis Barroso     |  | Bandera de ? |  | Bandera de ? |        |
| 2° Leonardo Sierra |  | Bandera de ? |  | Bandera de ? |        |
| 3°Omar Gómez       |  | Bandera de ? |  | Bandera de ? |        |

### Clasificación por equipos
| Posición              | Equipo                       | Tiempo |
| Archivo:Jersey yellow | Selección de Unión Soviética |        |
| 2°                    | Lotería del Táchira          |        |
| 3°                    | Café de Colombia             |        |